# Riva San Vitale
Riva San Vitale est une commune suisse du canton du Tessin, située sur la rive sud-est du Lac de Lugano, dans le district de Mendrisio.

## Monuments

Photo aérienne (1946)

Le baptistère de Riva San Vitale du Xe siècle, la Maison Bianchi ainsi que l'église Santa Croce (it) et le palais Santa Croce sont inscrits comme biens culturels d'importance nationale.